# Boris Vlăstaru
Boris Vlăstaru, uneori Boris Vlăstaru-Wexler, (născut Boruh Vexler; n. 20 octombrie 1922, Rezina-Târg, județul Orhei, România – d. 11 februarie 1993, Israel) a fost un evreu basarabean, scriitor și jurnalist moldovean.

## Biografie
S-a născut în târgul Rezina (acum oraș și centru raional din Republica Moldova) din județul Orhei, Basarabia (România interbelică), în familia unui cultivator de tutun.  Își face studiile la școala evreiască de patru ani, apoi la gimnaziul mixt din localitate, ulterior, la Liceul „Vasile Lupu” din Orhei. În anul 1940 odată cu ocuparea Basarabiei, pământurile familiei sunt naționalizate, iar în 1947, părinții scriitorului, Moișe și Dina, sunt deportați în Siberia, întorcându-se în Moldova abia la mijlocul anilor 1950.
În Siberia, Boris a intrat la școala operatorilor de mașini, iar după ce a absolvit facultatea, împreună cu fratele său Zisei, s-a oferit voluntar pentru front. A întâlnit sfârșitul celui de-al doilea război mondial în Austria cu gradul de sublocotenent. După demobilizare, s-a stabilit la Chișinău, unde a lucrat ca jurnalist pentru ziarele Цэранул Молдовей („Țăranul Moldovei”) și Молдова сочиалистэ („Moldova socialistă”). A publicat 18 cărți de proză, povestiri, nuvele, eseuri, schițe în „limba moldovenească”. O serie de cărți au fost traduse în rusă de către autorul și scriitorul Mihail Hazin. Traducerile lui Boris în limba moldovenească au inclus cărțile: Источник („Izvorul”) de Iakov Taiț (1953), Всегда вместе („Totdeauna împreună”) de Oscar Havkin (1954), Дети французских докеров („Copii docherilor franceji”) de André Stil (1956).
În anul 1972 emigrează în Israel, drept urmare cărțile sale au fost scoase din librăriile și bibliotecile sovietice, iar numele său exclus din manuale. În Israel, a continuat să scrie în limbile „moldovenească” și rusă, iar în ultimii ani ai vieții sale în ebraică. Șase colecții de proză ale lui Vlăstaru au fost publicate în Israel, fiind traduse în ebraică de Iehuda Gur-Arie.
O colecție de lucrări selectate ale scriitorului a fost publicată la Chișinău în 1993. O placă memorială în memoria scriitorului a fost deschisă în 2006 pe clădirea bibliotecii „Mihai Eminescu” din Rezina, patria scriitorului.

## Сărți

### În „moldovenească”
- Anicuța: Povestiri. Chișinău: Шкоала советикэ („Școala sovietică”), 1953.
- Totdeauna împreună: Povestire. Chișinău: Шкоала советикэ („Școala sovietică”), 1954.
- A licărit o stea: Povestiri. Chișinău: Editura de stat a RSSM, 1957.
- Povestiri despre Africa. Chișinău: Шкоала советикэ („Școala sovietică”), 1957.
- Treceau cocorii: Povestiri. Chișinău: Шкоала советикэ („Școala sovietică”), 1958.
- Povestiri. Chișinău: Картя молдовеняскэ („Cartea moldovenească”), 1960.
- Chirică. Chișinău: Картя молдовеняскэ („Cartea moldovenească”), 1960.
- Perdeaua de plopi. Chișinău: Картя молдовеняскэ („Cartea moldovenească”), 1961.
- Arbori de veghe. Chișinău: Картя молдовеняскэ („Cartea moldovenească”), 1962.
- Pașii. Chișinău: Картя молдовеняскэ („Cartea moldovenească”), 1962.
- Creastă pestriță. Chișinău: Картя молдовеняскэ („Cartea moldovenească”), 1962.
- Popasuri: Povestiri. Chișinău: Картя молдовеняскэ („Cartea moldovenească”), 1963.
- În pragul casei. Chișinău: Картя молдовеняскэ („Cartea moldovenească”), 1964.
- Ștrengarii: Povestiri. Chișinău: Картя молдовеняскэ („Cartea moldovenească”), 1965.
- Acoperiș de asupra capului. Chișinău: Картя молдовеняскэ („Cartea moldovenească”), 1966.
- Cascade. Chișinău: Картя молдовеняскэ („Cartea moldovenească”), 1968.
- Chirică. Chișinău: Лумина („Lumina”), 1969.
- Marghit: Povestiri. Chișinău: Картя молдовеняскэ („Cartea moldovenească”), 1970.
- Strada. Chișinău: Картя молдовеняскэ („Cartea moldovenească”), 1972.
- Rugăciune pentru cei morți (Rugăciune memorială, poveste). «Basarabia» №№ 9—10, 1992.
- Boris Vlăstaru-Wexler. Scrieri alese (lucrări selectate). Chișinău: Hyperion/Făt-Frumos, 1993.

### Traduceri în alte limbi
- Котомка. Chișinău: Картя молдовеняскэ, 1959.
- Журавли пролетели („Cocorii au zburat”; povestiri). Chișinău: Картя молдовеняскэ („Cartea moldovenească”), 1959.
- Тысячеструнная арфа („Harpa cu mii de coarde”; povestiri). Moscova: Советский писатель („Scriitorul sovietic”), 1961.
- Рассказы Кирики Брумэрела („Poveștile lui Chirică Brumărel”). Traducere de Mihail Hazin. Chișinău: Картя молдовеняскэ („Cartea moldovenească”), 1961.
- Деревья-стражи („Copaci păzitori”; povestiri). Chișinău: Картя молдовеняскэ („Cartea moldovenească”), 1962.
- Лечу на кыльях („Zbor pe aripi”; povestiri). Traducere de M. Hazin. Moscova: Детгиз, 1962.
- Пёстрый гребешок („Scoică pestriță”; povestiri). Moscova: Детская Литература („Literatura pentru copii”), 1965.
- Бумажные кораблики („Barci de hârtie”; povestiri). Moscova: Советский писатель („Scriitorul sovietic”), 1968.
- По ту сторону зари („Dincolo de zori”). Chișinău: Картя молдовеняскэ („Cartea moldovenească”), 1971.
- Несколько летних дней („”). Traducere de M. Hazin. Moscova: Советский писатель („Scriitorul sovietic”), 1972.
- טעם של לענה: סיפורים. Tel Aviv: kibuțul ha-Meuhad, 1975.
- עת לעקור. Tel Aviv: kibuțul ha-Meuhad, 1977.
- על סביבותיו שב הרוח. Tel Aviv: kibuțul ha-Meuhad, 1981.
- העמק הצונן מאת בוריס וקסלר, סיפורים (traducere de I. Gur-Arie). Editura תמוז: Tel Aviv, 1995.
- העמק הצונן. Editura תמוז: Tel Aviv, 1995.
- המקום שבו ישנות הרוחות. Tel Aviv, 1997.
- המקום שבו ישנות הרוחות: סיפורים מגדות הדנייפר. Tel Aviv, 1997.